# Kang Kek Ieu
Pour les articles homonymes, voir Duch.
Kang Kek Ieu (ou Kaing Kek Iev ou Kaing Guek Eav), plus connu sous le pseudonyme de Douch (également retranscrit Duch ou Deuch), en khmer កាំង ហ្គេកអ៊ាវ, né le 17 novembre 1942 à Kampong Thom (Indochine française) et mort le 2 septembre 2020 à Phnom Penh (Cambodge), est un homme politique, tortionnaire et criminel de guerre cambodgien.
Il est surtout connu pour avoir été, entre 1975 et 1978, alors que le régime khmer rouge présidait aux destinées du Cambodge, le directeur de la prison de S-21 et l'un des responsables du  Santebal (en), la police politique.

## Biographie

### Jeunesse
Kang Kek Ieu naît en 1942 dans le village de Poevveuy (province de Kampong Thom), au sein d'un foyer de paysans modestes et d'origine chinoise. Aîné et seul garçon d'une famille de cinq enfants, il fut, dans ses premières années un garçon souffreteux. Bien qu'entré tardivement (à 9 ans) dans le système scolaire, il fut un bon élève, qui décrocha, en 1964, son baccalauréat au lycée Sisowath de Phnom Penh. En 1965, il est affecté comme professeur de mathématiques au collège de Skoun, près de son village natal. Les témoignages de ses anciens élèves évoquent un enseignant consciencieux et toujours prêt à venir en aide aux plus nécessiteux.
C'est à cette époque qu'il aurait épousé des idées révolutionnaires, prenant notamment conscience de la situation précaire de ses parents. Les choses s'accélérèrent en 1967, après l'arrestation de trois de ses élèves. Kang Kek Ieu choisit alors de prendre le maquis. Il sera arrêté le 5 janvier 1968 et condamné à 20 ans de prison pour « atteinte à la sûreté de l'État en relation avec l'étranger ». Il sera libéré après la déposition de Norodom Sihanouk, en mars 1970, et reprendra ses activités clandestines.

### Implication dans le mouvement khmer rouge
Entre 1971 et 1973, il a tenu un camp de rééducation dans la jungle, dénommé M-13. Il y a détenu l'anthropologue français François Bizot, qui relate dans son livre Le Portail de longs dialogues entre l'auteur et Douch, très éclairants sur le parcours idéologique du futur bourreau, qui n'était alors encore qu'un jeune fonctionnaire angoissé de bien remplir ses missions. Il raconte comment Douch aurait tout fait pour lui laisser la vie sauve, alors qu'aucun des autres détenus de ce camp n'aurait survécu.
Il est connu pour avoir dirigé sous la dictature de Pol Pot (1975-1979) la prison Tuol Sleng, aussi connue sous le nom de S-21, située dans le centre-ville de Phnom Penh. Le bâtiment, qui abritait un lycée à l'origine, a servi de centre de torture. Plus de quinze mille « opposants » au régime (hommes, femmes et enfants) y ont été torturés et exécutés dans des « champs de la mort » voisins, aboutissement de vastes purges organisées par la garde rapprochée de Pol Pot.
Lui-même d’origine chinoise, il ne correspond guère au nationalisme ethnique promu par les Khmers rouges. De peur d’être à son tour victime des purges, il redouble de zèle. Il affirmera lors de son procès avoir été « acteur et otage ». Les détenus étaient torturés afin de leur extorquer des « aveux ». Sa folie conspirationniste le conduit à rédiger le « Plan ultime », en 1978, où il conclut, d’après l’analyse des confessions des prisonniers, à un complot rassemblant les États-Unis, l’Union soviétique, Taïwan et le Vietnam contre le régime de Pol Pot. Il prend la fuite lors de l’intervention vietnamienne en 1978, exécutant les derniers prisonniers.

### Vie sous un faux nom et conversion au christianisme
Sa fuite de Phnom Penh en 1978 conduit Kang Kek Ieu à la frontière avec la Thaïlande qu’il atteint en 1979. On ne sait pas très bien ce qu’il est devenu entre-temps. On pense qu’il s’est d’abord rendu dans la forêt de Samlaut pour y retrouver sa famille. C’est là qu’il sera rétrogradé par les Khmers rouges pour n’avoir pas détruit les documents du camp de Tuol Sleng (S21) avant sa fuite.
À la frontière thaïlandaise, il apprend la langue thaï et enseigne lui-même l’anglais. Il enseignera ultérieurement l’anglais et les mathématiques dans le camp de réfugiés de Borai situé de l’autre côté de la frontière. En 1986, il est envoyé en Chine pour enseigner la langue khmer à l’Institut des langues étrangères de Pékin. Il revient à la frontière thaïlando-cambodgienne un an plus tard et prend le nom de Hang Pin. Il travaille comme bureaucrate sénior du côté cambodgien au secrétariat de Pol Pot au Camp 505.
Peu après les Accords de Paris sur le Cambodge de 1991, il s’installe avec sa famille à Phkoam, un village reculé à proximité de la frontière thaïlandaise. Il y acquiert un petit terrain et commence à enseigner dans l’école communale. Considéré comme un bon instituteur, il se fait néanmoins remarquer pour son tempérament explosif.
En 1995, sa femme est assassinée dans leur maison dans des circonstances mystérieuses. Kang Kek Ieu est le seul témoin du crime et il soupçonne Pol Pot d’en être l’instigateur. Il vend tous ses biens, s’assure un poste au collège de Svay Chek où il s’installe avec ses enfants. Peu après la mort de sa femme, il se met à fréquenter les réunions de prière de l’Église chrétienne Golden West du Cambodge conduites à Battambang par Christopher Lapel, pasteur évangélique khméro-américain. Baptisé par Lapel, Kang Kek Ieu est finalement institué pasteur laïc. À partir de 1997, il travaille sous son faux nom pour les ONG humanitaires American Refugee Committee et World Vision International, organisation chrétienne évangélique.
Bien que Lapel ne connût pas à cette époque la vraie identité du converti, il déclarera plus tard, toutefois, avoir eu quelques soupçons sur son passé, notamment parce que Douch lui avait confessé avoir commis beaucoup de mauvaises actions dans son existence avant sa "conversion".

### Justice internationale
Démasqué par le photographe irlandais Nic Dunlop alors qu'il vivait paisiblement dans un village cambodgien, Douch fut mis en détention à partir de 1999. Il fut écroué le 31 juillet 2007 et inculpé de crimes de guerre, crimes contre l’humanité et meurtres avec préméditation par les chambres extraordinaires au sein des tribunaux cambodgiens, un tribunal à la fois cambodgien et international parrainé par les Nations unies chargé de juger les principaux responsables des crimes du régime Khmer rouge encore en vie. Douch est le premier prévenu dont le cas est instruit par cette instance judiciaire et le seul dont le procès soit arrivé à son terme. D'autres acteurs de ces événements sont également mis en cause par ce tribunal, dont en particulier Nuon Chea, Khieu Samphân, Ieng Sary et Ieng Thirith.
Le procès de Douch s'est ouvert le 17 février 2009. Il est poursuivi pour crimes de guerre, crimes contre l'humanité, torture et meurtre avec préméditation. Le 31 mars 2009, il admet sa responsabilité dans des crimes et demande pardon aux victimes de la dictature communiste de Pol Pot : « Je voudrais exprimer mon regret et mon chagrin sincère pour les pertes et tous les crimes » commis sous les Khmers rouges il y a plus de trois décennies. Auparavant, les procureurs avaient fourni des détails horribles sur les actes de torture à Tuol Sleng (S-21), centre qui jouait un rôle central dans la politique d'écrasement des « traîtres » à la Révolution communiste : « La politique était que personne ne pouvait sortir vivant de S-21 [...] Sous les ordres directs de l'accusé et parfois de ses propres mains, des personnes détenues à S-21 ont été soumises de manière intentionnelle à des souffrances physiques et mentales intenses dans le but de leur soutirer des aveux et parfois d'infliger une punition [...] Les victimes étaient battues avec des cannes en rotin et des fouets, électrocutées ou étouffées avec des sacs en plastique attachés autour de leur tête, déshabillées et leurs parties génitales soumises à des décharges électriques [...] l'accusé a admis que les coups de canne étaient le plus souvent utilisés parce que d'autres formes de torture prenaient trop de temps ».
Les experts psychiatres et psychologues mandatés par le tribunal concluent pour leur part que Douch souffrirait d’alexithymie, en d’autres termes d’une incapacité à ressentir et exprimer ses émotions et celles des autres. Cette pathologie se retrouve d’ailleurs chez la plupart des bourreaux de crimes de masse ayant fait l’objet d’étude similaire.
Le 27 novembre 2009, il demande son acquittement au tribunal alors qu'il a plaidé coupable durant toute la procédure. Il reconnaît les crimes qui lui sont imputés mais n'estime pas avoir été un haut dignitaire du régime de Pol Pot. Cette volte-face contredit aussi la plaidoirie qu'avait tenue son avocat français, Me François Roux. Cet avocat est révoqué par l'accusé début juillet 2010, deux semaines avant le verdict. Douch conserve son avocat cambodgien Kar Savuth, qui estime qu'il ne doit pas être condamné.
Une peine de quarante années de prison est requise par le procureur à l'encontre de l'accusé. Le verdict, rendu le 26 juillet 2010, le condamne à trente-cinq ans de réclusion pour crimes contre l'humanité. La chambre de première instance lui a évité la perpétuité car elle a tenu compte de sa reconnaissance de ses responsabilités et estimé qu’il pouvait être réinséré dans la société. La peine est immédiatement revue à la baisse, à trente ans, en raison du fait que le tribunal reconnaît qu'il a été détenu illégalement par une cour militaire après son arrestation en 1999 ; il ne lui reste donc plus que dix-neuf années de prison à purger. L'accusé comme les parties civiles font appel de cette condamnation.  
Un nouveau procès s'ouvre le 28 mars 2011, à l'issue duquel, le 3 février 2012, la cour suprême du Cambodge ne reconnait pas les circonstances atténuantes du premier verdict et le condamne à l’incarcération à vie, pour meurtre, torture, viol et crimes contre l'humanité,, à sa surprise car il lui aurait été proposé de collaborer avec la justice en échange d'un allègement de peine.

### Mort
Kang Kek Ieu est mort le 2 septembre 2020 à l'hôpital de l'amitié khméro-soviétique (en) de Phnom Penh (Cambodge).

#### Analyses
- David P. Chandler (en), S-21 ou Le crime impuni des Khmers rouges, Autrement, 2002, 202 p.  (ISBN 9782746701700).
- Thierry Cruvellier, Le maître des aveux, Gallimard, 2011, 370 p.  (ISBN 9782070134892).
- Thierry Cruvellier, « Douch, un procès de façade ? », L'histoire, n° 381, novembre 2012, p. 58-61.
- Nic Dunlop, The Lost Executioner: A Story of the Khmer Rouge, Walker, 2005, 326 p.  (ISBN 9780802714725).
- Solomon Kane (trad. de l'anglais par François Gerles, préf. David Chandler), Dictionnaire des Khmers rouges, IRASEC, février 2007, 460 p. (ISBN 9782916063270), p. 185-188 & 382-384.
- Marcel Lemonde et Jean Reynaud, Un juge face aux Khmers rouges, Paris, Seuil, 2013, 249 p. (ISBN 978-2-02-105574-0)
- Bruno Deniel-Laurent, « Duch : Procès 001 », la Revue des deux Mondes, juin 2010, p. 19.
- Annette Wieviorka, « Les larmes de Douch », L'Histoire, n° 341, avril 2009, p. 42.
- Françoise Sironi, « Purifier et détruire », Seuil, 2005, 492 p., (interview de l'auteur : « Françoise Sironi: "Les tortionnaires sont malades de la norme, ils ont un besoin absolu d’être dans le système" », Liberation,‎ 27 octobre 2017 (lire en ligne))

#### Témoignages
- François Bizot, Le Portail, Table ronde, 2000  (ISBN 2-7028-6131-8).
- François Bizot, Le silence du bourreau, Flammarion, 2011, 245 p.  (ISBN 9782081243163).
- Rithy Panh, Christine Chaumeau, La machine khmère rouge: Monti Santésok S-21, Flammarion, 2003, 307 p.  (ISBN 9782080684677)
- Vann Nath, Dans l'enfer de Tuol Sleng: l'inquisition khmère rouge en mots et en tableaux, Calmann-Lévy, 2008, 189 p.  (ISBN 9782702138113)

### Documentaires
- Jean Baronnet, Derrière le portail,  Gloria Films Production, ARTE France, 2004.
Voir film-documentaire.fr.
- Rithy Panh, S21, la machine de mort khmère rouge, INA, Arte, 2002.
- Rithy Panh, Duch, le maître des forges de l'enfer, 2011.
- Bernard Mangiante, Le Khmer rouge et Le Non-violent, 2011.
- Adrien Maben, Camarade Duch. Bienvenue en enfer, Arte éditions, coll. « Histoires », 2012.
- Rémi Lainé et Jean Reynaud, Khmers rouges, une simple question de justice, Arte 2012
- Sophie Louey, « Adrian Maben, Rémi Lainé, Jean Reynaud, Cambodge. La dictature des Khmers rouges. 1975-1979 », Lectures, 2012.

### Film
- Le Temps des aveux, film de Régis Wargnier sorti en 2014, dont le scénario est inspiré des livres autobiographiques de François Bizot Le Portail et Le Silence du bourreau.